# العبادلة السفلى (أفلح الشام)

تعديل مصدري - تعديل

العبادلة السفلى هي إحدى قرى عزلة العبادلة بمديرية أفلح الشام التابعة لمحافظة حجة، بلغ تعداد سكانها 4329 نسمة حسب تعداد اليمن لعام 2004.